# Žabljane
Žabljane je naselje u gradu Leskovcu, Jablanički upravni okrug, Srbija. Prema popisu iz 2022. godine u Žabljanu je živjelo 503 stanovnikа.